# وريد حرقفي غائر
الوريد الحرقفي الغائر هو وريد يبدأ بالقرب من الجزء العلوي من الثقبة الوركية الكبرى ويتجه للأعلى، يمر خلف وبالقرب من وسط الشريان الحرقفي الغائر، وعند حافة الحوض يرتبط بالوريد الحرقفي الظاهر ليكوّن الوريد الحرقفي الأصلي.

## الروافد
مع استثناء الوريد السري الذي يعبر للأعلى وللخلف من السرة إلى الكبد، وكذلك باستثناء الوريد الحرقفي القطني الذي يرتبط عادةً مع الوريد الحرقفي المشترك، تعبر روافد الوريد الحرقفي الغائر محاذية لتفرعات الشريان الحرقفي الغائر.
| الرافد                                                                | الوصف                                           |
| --------------------------------------------------------------------- | ----------------------------------------------- |
| الأوردة الألوية العلوية وريد فرجي غائر الأوردة السدادية               | مصدر هذه الأوردة خارج الحوض                     |
| الأوردة العجزية الوحشية                                               | تقع أمام العجز                                  |
| الوريد المستقيمي الأوسط الوريد المثاني الوريد الرحمي الأوردة المهبلية | تنشأ في الضفائر الوريدية وترتبط مع أحشاء الحوض. |

## صور إضافية

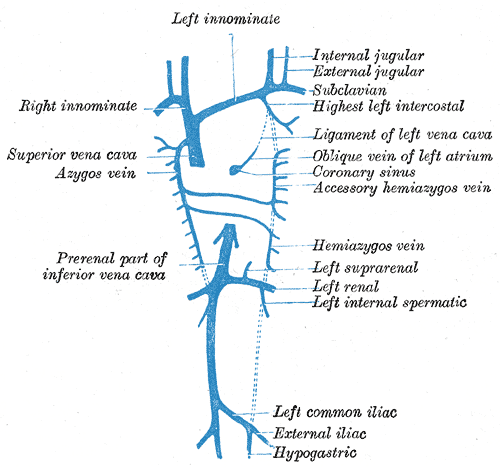
شكل توضيحي يظهر تكملة تطور الأوردة الجدارية.

## وصلات خارجية
- Internal+iliac+vein في قاموس إي ميديسين

- صور نماذج تشريح واينسبرغ circulation/rightinternaliliacvein